# Енді Абрахам
Ендрю «Енді» Абрахам (англ. Andrew "Andy" Abraham; народився 16 липня 1964, Лондон) - британський співак, фіналіст шоу талантів The X Factor в 2005 році, представник Великої Британії на конкурсі пісні «Євробачення 2008».

## Життєпис
Абрахам народився 16 липня 1964 року в Лондоні, є гренадцем за походженням. До участі в The X Factor працював сміттярем і водієм автобуса. Він має двох дітей - дочку Тару і сина Якоба. За час своєї музичної кар'єри Абрахам випустив чотири альбоми і три сингли, дебютний альбом The Impossible Dream мав статус платинового у Великій Британії. У 2008 році співак був обраний для представлення Великої Британії на міжнародному пісенному конкурсі «Євробачення 2008», що проходив у Белграді, Сербія. Пісня «Even If» фінішувала останньою в фіналі (отримавши очки тільки від Ірландії і Сан-Марино). Цю ж позицію з ним розділили польська співачка Айсіс Джі і німецька поп-група No Angels. Також цей результат на конкурсі, разом з виступом Jemini в 2003 році і Джоша Дюбові в 2010 році є одним з найгірших виступів Великої Британії на «Євробаченні». В даний час Абрахам гастролює по Великій Британії, граючи в різних мюзиклах і виступаючи в музичних шоу.

## Дискографія

#### Студійні альбоми
- The Impossible Dream (2006)
- Soul Man (2006)
- Very Best Of (2008)
- Even If (2008)

#### Сингли
- Hang Up (2006)
- December Brings Me Back to You (2006)
- Even If (2008)